# Heimatbewegung
Die Heimatbewegung, auch Heimatschutzbewegung, begann in einer Bewegung gegen Ende des 19. Jahrhunderts, deren Ziel die Stärkung nationaler Identität war und die schließlich in die Gründung zahlreicher regionaler Heimatvereine, Trachtenvereine, Geschichtsvereine und Volkskunstvereine und in die Bewegung der Wandervögel mündete. Spezifisch für die Heimatbewegung waren die starke Romantisierung und Idealisierung von Natur, die Fiktion eines „unverdorbenen Landlebens“ sowie die Zivilisationskritik an der industriellen Revolution und den damit einhergehenden Verarmungs- und Verstädterungsprozessen.
Der Begriff Heimatschutz bezeichnet eine historische Bewegung, die sich für den Erhalt regionaler Traditionen, Landschaftsbilder und Baustile einsetzte. Dabei werden Aspekte des Natur- und Landschaftsschutzes, der Dorf- und Stadtbildpflege, des Denkmalschutzes und der Traditions- und Brauchtumspflege miteinander verwoben. Der Heimatschutz hat seine Ursprünge im 19. Jahrhundert und ist vor allem von der Romantik und den nationalen Ideen dieser Zeit geprägt. In Deutschland ist der Begriff historisch vorbelastet und sein Gebrauch umstritten, da er schon früh mit völkischen Bestrebungen verknüpft war und auch im rechtsextremen Spektrum Verwendung findet.

## Geschichte
In Deutschland war der Begriff Heimat seit den Befreiungskriegen und der gleichzeitigen Geistesbewegung der Romantik (ca. 1800–1850) politisch wirksam geworden. Spätestens seit der Reichsgründung wurde er mehr und mehr von der politischen Rechten okkupiert. Zwischen der Heimat- und Naturschutzbewegung und der Völkischen Bewegung gab es ideelle, personelle und organisatorische Überschneidungen.

### Heimatbewegung seit 1900 bis zum NS-Staat
In der Zeit des Wilhelminismus etablierte sich um 1900 besonders im Bildungsbürgertum ein antimodernistisches Krisenbewusstsein. Die oftmals polemische Kritik richtete sich gegen Überformung der eigenen Umwelt mit Elementen der modernen Zivilisation wie Straßen, Eisenbahnen und Industriebauten. Die Furcht vor einer „Verflachung des geistigen Lebens“ förderte das Aufblühen der „Heimatkunst“, die auf die Erhaltung eines bodenständigen deutschen „Volkstums“ abzielte.
Die völkische Bewegung verband im Begriff Heimat die deutsche „Kultur“ mit deutscher „Natur“. Vertreter eines „völkischen Heimatschutzes“ hielten „germanisches Wesen“ und das „lateinische Christentum“ für „unabsehbare Gegensätze“ und forderten unter anderem eine Germanisierung des Christentums oder einen Rückgriff auf einen rekonstruierten vorchristlichen „Volksglauben“ (Neopaganismus). Heimatschutz wurde als Grundlage einer „unverwechselbaren völkischen Eigenart und Überlebensfähigkeit“ interpretiert, womit oft die Betonung völkischer Überlegenheit verbunden war. Der Heimatbegriff wurde schließlich von der NSDAP aufgegriffen und in ihren Dienst gestellt.
Die in der Arbeiterbewegung wurzelnden sozialistischen Naturfreunde sympathisierten mit nicht-sozialistischen Natur- und Heimatfreunden wie Hermann Löns und Christian Wagner. Die ästhetisch begründeten Positionen des bürgerlichen Natur- und Heimatschutzes wurden übernommen. Selbst als Vereinszweck des TVdN (Touristenvereines „Die Naturfreunde“) wurden „Natur- und Heimatschutz“ 1910 übernommen und im Verbandsorgan explizit für Heimatschutz geworben.
Auf Betreiben von Ernst Rudorff wurde 1904 in Dresden der Bund Heimatschutz unter dem Vorsitz (bis 1912) des sozialdarwinistischen Architekten Paul Schultze-Naumburg gegründet. Zu seinen Schwerpunktaufgaben gehörten der Umwelt- und Naturschutz sowie die Denkmalpflege mit dem Erhalt der Kulturlandschaften (Heimatpflege und Heimatschutzarchitektur). Mit Hugo Conwentz übernahm der preußische Staat bald eine Schirmherrschaft, ohne dass damit großer Einfluss verbunden war. Zwischen ihm und Wilhelm Wetekamp gab es einen Richtungsstreit über die Naturschutzgebiete: Sollte es viele kleine oder wenige sehr große wie den Yellowstone-Park geben? Dem Verein Naturschutzpark gelang es, den Naturschutzpark Lüneburger Heide einzurichten. Zum Naturschutz kamen die „Rassenhygiene“ und der Kulturschutz. Im August 1933 entstand der Reichsbund Volkstum und Heimat durch Initiative von Rudolf Heß, den Werner Haverbeck führte. Der Landeskonservator Hans Schwenkel formulierte: „Heimatschutz ist Eugenik der Kultur.“
Die Nationalsozialisten behaupteten, mit ihnen seien Heimat-, Natur- und Kulturschutz im richtigen Sinne gelöst worden. Der Heimatkult galt nicht nur bei einfachen Leuten oder in ländlichen Gebieten. Der Freiburger Philosoph Martin Heidegger begründete in einer Rede, warum er eine Berufung nach Berlin ablehnte: „Warum bleiben wir in der Provinz?“ Heidegger schreibt von seiner Hütte im Schwarzwald: „Wenn in tiefer Winternacht ein wilder Schneesturm mit seinen Stößen um die Hütte rast und alles verhängt und verhüllt, dann ist die hohe Zeit der Philosophie.“ Erst in der heimatlichen Hütte kommt der Denker zur Kritik an der modernen Gesellschaft, ihrer feindlichen Urbanität. Auf der Regierungsebene vertrat vor allem der Landwirtschaftsminister Darré eine Blut-und-Boden-Ideologie, die den heimatlichen Boden mit den darauf siedelnden Menschen verwachsen sah. Entsprechend wurden heimatliche Traditionen gepflegt und erforscht.
Siehe auch: Naturschutz im Nationalsozialismus, Heimatfront, Heimatschutzstil

### Heimatbewegung nach 1945 bis 1990
Den Heimatbegriff besetzten nach 1945 vor allem die Heimatvertriebenen und Flüchtlinge aus Ost- und Mitteldeutschland, die in ihren Landsmannschaften die Heimatverbundenheit pflegten. In der Populärkultur zeigte dies der beliebte Heimatfilm und Heimatroman in den 1950er Jahren, der vor allem ländliche idyllische Verhältnisse darstellte, die zur Trümmerlandschaft ein Gegenbild schufen. Mit der folgenden Generation änderte sich der Heimatbezug in eine antiautoritäre, aufbegehrende Richtung, in der sie wie die Anti-Atomkraftbewegung (ausgeprägt in Wyhl oder Gorleben) ihre Heimat gegen fremde Bedrohungen, Großprojekte mächtiger Konzerne oder in den 1980er Jahren die Nachrüstung beschützen wollte. Im Jahr 1984 zeigte der Film von Edgar Reitz: Heimat – eine deutsche Chronik ein neues Verständnis des Begriffs. Die Alltagsgeschichte kleiner Leute fand in der neuen Heimatbewegung der Geschichtswerkstätten Platz. Ein neues Stichwort war die „Antiglobalisierung“, das sich linke und rechte Heimatbewegte teilten.

## Gegenwärtige Heimatbewegungen

### Rechtsextremismus
Rechtsextreme, NPD-Mitglieder, Neonazis und andere Angehörige der Neuen Rechten verbinden in ihrer Selbstdarstellung und Propaganda Natur- und Heimatverbundenheit oft mit Blut-und-Boden-Ideologie in Kontinuität zur nationalsozialistischen Ideologie. Siehe auch Fränkischer Heimatschutz, Märkischer Heimatschutz, Thüringer Heimatschutz.
Der rechtsextreme Politiker Björn Höcke äußerte 2018, Heimat sei durch Sagen und Mythen, Bauwerke und Siedlungsformen, Herkunft und Abstammung identitätsstiftend. In der Gegenwart verliere „unser Volk seine Seele und Heimat“. Daher müsse weiterer „Austausch“ und „Umvolkung“ aufhören. Damit folgt er älteren Gedanken der Artamanen in der Weimarer Republik und aktuellen Ideen des französischen Autoren Renaud Camus.
Siehe auch: Identitäre Bewegung

### Heimatministerien in Bund und Land
In Abwehr rechtsextremer Vereinnahmung ist der Heimatbegriff bereits vor der Flüchtlingskrise 2015 in Publizistik (z. B. Joachim Klose: Heimatschichten. Anthropologische Grundlegung eines Weltverhältnisses, 2014; Renate Zöller: Heimat. Annäherung an Gefühl, 2017; Peter Renz: Heimat. Ausflug in ein unbekanntes Land, 2015) und Politik stärker aufgegriffen. Im Bund, Bayern und Nordrhein-Westfalen wurden zwischen 2013 und 2017 je ein spezielles Heimatministerium eingerichtet, in der Regel in Verbindung mit anderen größeren Ressorts wie Inneres, Bau oder Finanzen. Auch der Dachverband „Bund Heimat und Umwelt in Deutschland“ unter dem Vorsitz der CDU-Abgeordneten Herlind Gundelach steht für einen extremismusfreien Heimatschutz. Kritiker vermissen aber klare politische Ziele dieser Politik.